# 장콸
장콸은 대한민국의 화가이다. 자신의 얼굴이 코알라를 닮았다고 판단하여 자신의 성‘장(長)'에 '코알라'를 줄인 '콸'을 붙여‘장콸’이라는 필명으로 활동을 하고 있다.
1989년 울산광역시에서 출생하였다. 그녀는 아주 어릴 때 부터 그림그리는 것을 좋아했다. 중학생 때부터 블로그를 운영하며 활동해왔고, 고등학교와 대학교에서 애니메이션을 전공하였다. 관객과는 주로 블로그와 그 밖의 SNS를 활용하여 작업물을 올려 소통하며, 이를 통해 20대에 접어들어 작품들이 서서히 알려졌다. 좋아하는 작가로는 사진작가 아라시 노부요키, 화가 에드바르 뭉크, 영화 감독 팀 버튼, 소노시오, 박찬욱 감독이 있다.
그녀의 작품은 개인적인 삶에서 긍정적인 기억을 불러일으키는 평범하고 평화로운 풍경을 다루면서도 동시에 회화를 통해서만 제한 없이 표현할 수 있는 주제를 다룬다. 초현실적이고 종종 모호하거나 신비로운 분위기를 밝은 색상과 조화로운 선 및 구성과 혼합하여 그녀는 피사체가 가장 편안하게 느껴지는 매혹적인 긴장감을 조성한다.

## 참고 자료
- “Tang Contemporary Art”. 2021.